# Kamienica (powiat płoński)
Kamienica – wieś sołecka w Polsce położona w województwie mazowieckim, w powiecie płońskim, w gminie Załuski.
| SIMC    | Nazwa             | Rodzaj    |
| ------- | ----------------- | --------- |
| 0129780 | Kamienica-Folwark | część wsi |

W latach 1954–1959 wieś należała i była siedzibą władz gromady Kamienica, po jej zniesieniu w gromadzie Załuski. W latach 1975–1998 miejscowość administracyjnie należała do województwa ciechanowskiego.
Pierwsze wzmianki o wsi pochodzą z połowy XIII wieku, prawdopodobnie na początku XIV w. powstała pierwsza parafia, jej istnienie odnotowano w 1425. W zapisach datowanych na 1449 istniejąca świątynia posiadała wezwanie Dziesięciu Tysięcy Męczenników, sto lat później powstał drewniany kościół posiadający dwie kaplice boczne, konsekrował go biskup Andrzej Noskowski. Obiekt przetrwał do lat 20. XVIII wieku, nowy kościół powstał z fundacji chorążego zakroczymskiego Aleksandra Strzałkowskiego. Jego budowa trwała od 1727 do 1730, konsekrowany został w 1739 przez biskupa Marcina Załuskiego. Świątynia została spalona w 1915 przez wojska carskie, rok później w tym miejscu wybudowano kaplicę. Zastąpił ją budowany od 1935 obecny kościół Opatrzności Bożej, jego bryłę zaprojektowali Leon Tarasiewicz i Leon Antoszewski. Powstawał w taki sposób, że kaplica podczas budowy pozostała w jego wnętrzu. Prace przerwała II wojna światowa, ale ponieważ były znacznie zaawansowane, więc ukończono je po zakończeniu okupacji hitlerowskiej, poświęcenie miało miejsce 2 września 1945. Parafia Opatrzności Bożej należy do dekanatu zakroczymskiego.

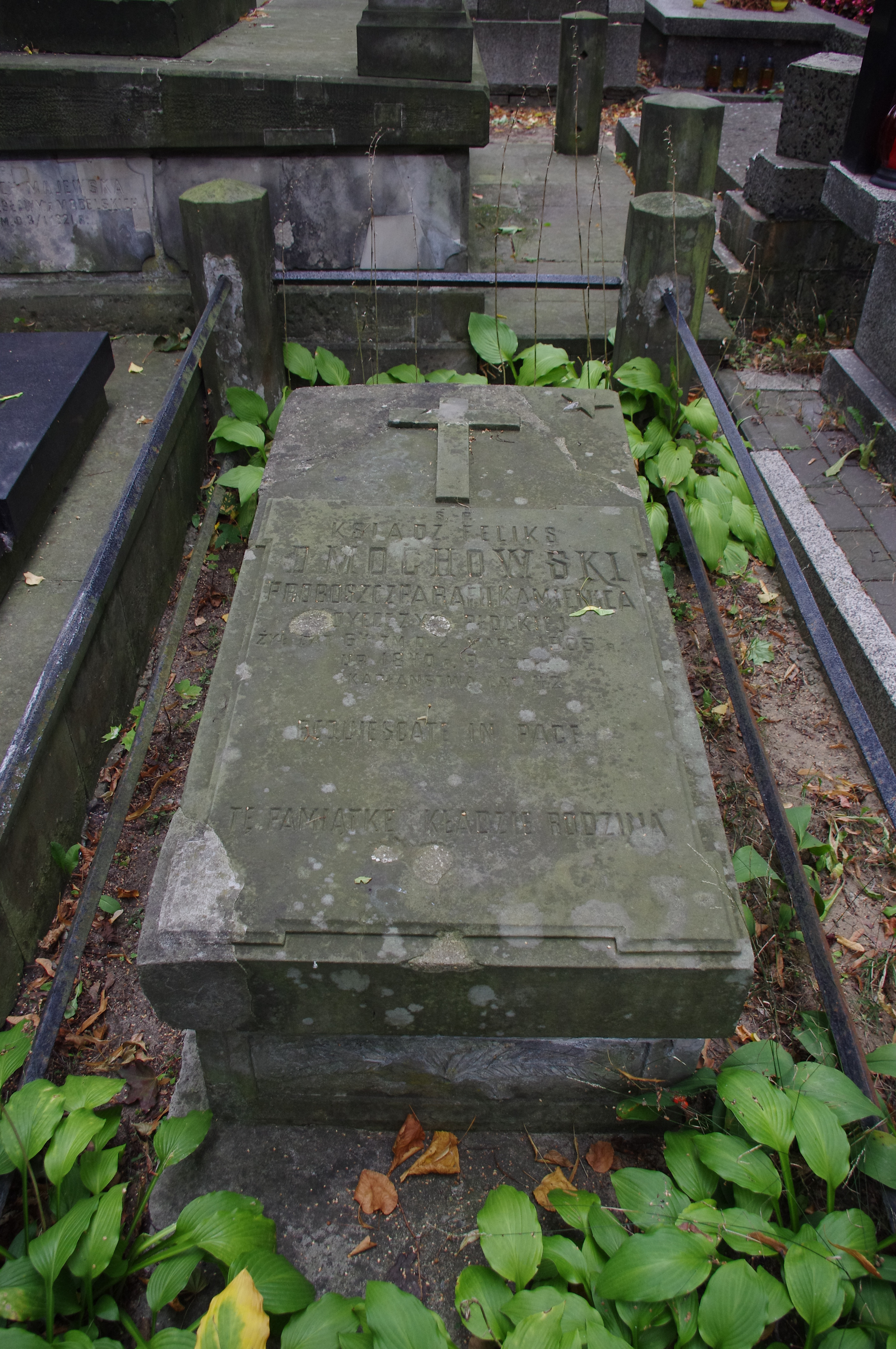
Grób ks. Feliksa Dmochowskiego – proboszcza parafii Kamienica (diecezja Płocka) na Cmentarzu Bródnowskim w Warszawie

Miejsce urodzenia profesora Stefana Wesołowskiego, urologa.
Kamienica jest jedną z miejscowości, w której toczyła się akcja serialu Złotopolscy.